# The Wretched Spawn
A The Wretceh Spawn az amerikai Cannibal Corpse kilencedik nagylemeze, egyben az utolsó Jack Owen gitárossal. A korongot a legerősebb lemezeik közé sorolják. A borítót ismét Vincent Locke készítette. A lemez limitált változatához egy bónusz DVD is tartozik. Klip a Decency Defied dalra készült.

## Számlista
1. Severed Head Stoning (Pat O’Brien, Alex Webster) – 1:45
2. Psychotic Precision (Paul Mazurkiewicz, O’Brien) – 2:56
3. Decency Defied (Jack Owen) – 2:59
4. Frantic Disembowelment (Mazurkiewicz, O’Brien) – 2:50
5. The Wretched Spawn (Webster) – 4:09
6. Cyanide Assassin (Webster) – 3:11
7. Festering in the Crypt (Owen) – 4:38
8. Nothing Left to Mutilate (Owen) – 3:49
9. Blunt Force Castration (Mazurkiewicz, O’Brien) – 3:27
10. Rotted Body Landslide (Webster) – 3:24
11. Slain (Owen) – 3:32
12. Bent Backwards and Broken (Webster) – 2:58
13. They Deserve to Die (Webster) – 4:43

Bónusz DVD
- The Making of The Wretched Spawn

## Zenészek
- George „Corpsegrinder” Fisher – ének
- Jack Owen – gitár
- Pat O’Brien – gitár
- Alex Webster – basszusgitár
- Paul Mazurkiewicz – dob

## Helyezések
Billboard Top Heatseekers: #27

## Fordítás
Ez a szócikk részben vagy egészben  a   The Wretched Spawn című angol Wikipédia-szócikk fordításán alapul.  Az eredeti cikk szerkesztőit annak laptörténete sorolja fel. Ez a jelzés csupán a megfogalmazás eredetét és a szerzői jogokat jelzi, nem szolgál a cikkben szereplő információk forrásmegjelöléseként.

## Külső hivatkozások
- Cannibal Corpse hivatalos honlapja